# Catocala concolorata
Catocala concolorata là một loài bướm đêm trong họ Erebidae.